# Leandro Javier Díaz
Leandro Javier Díaz (Buenos Aires, Argentina, 26 de junio de 1986) es un exfutbolista argentino que jugó de volante mixto, y su último equipo fue Huracán. Actualmente es asistente técnico de Eduardo Domínguez en Estudiantes de La Plata.

## Trayectoria
Inició su carrera futbolística en las inferiores de Boca Juniors, periodo en el que fue internacional con las selecciones menores.
Debido a la poca participación en Boca Juniors, fue cedido al  Ciudad de Murcia de España. Posteriormente, en 2006, llegó al Villarreal. Tras su periodo por Europa regresó a Boca Juniors.
A principios de 2007 empezó a jugar amistosos con el primer equipo. En la segunda parte del año destacó en una gira amistosa de Boca Juniors por Estados Unidos. Tras esta gira, el técnico de Huracán, Mohamed, pidió que su equipo se hiciera con los servicios del jugador. Tras la renuncia de Mohamed, el puesto de entrenador lo ocupó Osvaldo Ardiles quien hizo jugar a Leandro de mediocentro defensivo. Posteriormente, formó una exitosa dupla de contención con Mario Bolatti, en el equipo conocido como «Los Ángeles de Cappa», que perdió polémicamente el campeonato en el Torneo Clausura 2009, de la Primera División de Argentina.
El segundo semestre de 2010 llegó a Universidad Católica, de Chile, y fue parte del equipo campeón del torneo. Finalmente en junio del 2011, se desvinculó del club y recaló en Quilmes, para disputar el campeonato de Primera B Nacional 2011-12. Jugó en un buen nivel y logró ascender a Primera División.
Luego de su paso por Quilmes, fue anunciado como nuevo jugador del Once Caldas, desde julio de 2014. Su debut en la Liga Postobón se produjo el 20 de julio ante Fortaleza FC, en el estadio Metropolitano de Techo de Bogotá.

## Selección nacional
Ha sido internacional con la Selección de fútbol de Argentina en las categorías Sub-15, Sub-17 y Sub-20. Participó en el Campeonato Sudamericano Sub-17 de 2003 y Sub-20 y en la Copa Mundial de Fútbol Sub-17. Participó en todos los amistosos preparatorios para la Copa Mundial de Fútbol Juvenil de 2005 celebrada en los Países Bajos, pero finalmente no formó parte del equipo que acudió al torneo.

## Estadísticas

### Clubes
| Club                 | País      | Año       |
| -------------------- | --------- | --------- |
| Boca Juniors         | Argentina | 2004      |
| Murcia               | España    | 2005      |
| Villarreal B         | España    | 2005-2006 |
| Boca Juniors         | Argentina | 2006-2007 |
| Huracán              | Argentina | 2007-2010 |
| Universidad Católica | Chile     | 2010-2011 |
| Quilmes              | Argentina | 2011-2014 |
| Once Caldas          | Colombia  | 2014-2015 |
| Huracán              | Argentina | 2016-2017 |

### Como ayudante de campo
| Club                    | País      | Año       | Entrenador principal |
| ----------------------- | --------- | --------- | -------------------- |
| Colon de Santa Fe       | Argentina | 2020-2021 | Eduardo Domínguez    |
| Independiente           | Argentina | 2022      | Eduardo Domínguez    |
| Estudiantes de La Plata | Argentina | 2023-     | Eduardo Domínguez    |

## Palmarés

### Campeonatos nacionales
| Título                    | Club                 | Sede     | Año  |
| ------------------------- | -------------------- | -------- | ---- |
| Primera División de Chile | Universidad Católica | Santiago | 2010 |

### Campeonatos internacionales
| Título                         | Club             | Sede         | Año  |
| ------------------------------ | ---------------- | ------------ | ---- |
| Recopa Sudamericana            | Boca Juniors     | São Paulo    | 2006 |
| Copa Libertadores de América   | Boca Juniors     | Porto Alegre | 2007 |
| Campeonato Sudamericano Sub-17 | Argentina sub-17 | Santa Cruz   | 2003 |

### Campeonatos nacionales
| Título                      | Club        | País      | Año  | Entrenador principal |
| --------------------------- | ----------- | --------- | ---- | -------------------- |
| Copa de la Liga Profesional | Colón       | Argentina | 2021 | Eduardo Domínguez    |
| Copa Argentina              | Estudiantes | Argentina | 2023 | Eduardo Domínguez    |
| Copa de la Liga Profesional | Estudiantes | Argentina | 2024 | Eduardo Domínguez    |
| Trofeo de Campeones         | Estudiantes | Argentina | 2024 | Eduardo Domínguez    |